# دینگار هات
دینگار هات (به لاتین: Dingar Hat) یک روستا در بنگلادش است که در استان باریسال و در ناحیه باریسال واقع شده است.